# Leopold Badeński
Leopold Badeński (niem. Leopold von Baden, właśc. Leopold von Hochberg, ur. 29 sierpnia 1790, zm. 24 kwietnia 1852) – wielki książę Badenii od 1830 do 1852.
Urodził się jako pierwszy syn markgrafa Karol Fryderyka i jego drugiej żony, Luise Karoline. Jako że Luise Karoline Geyer von Geyersberg nie pochodziła z rodu równego Zähringenom, synowie z tego małżeństwa nie mieli mieć prawa dziedziczenia. Leopold nosił nazwisko von Hochberg, które otrzymała jego matka i nie był wychowywany jako potencjalny następca tronu.
W 1809 Leopold von Hochberg rozpoczął studia w dziedzinie nauk politycznych i gospodarki narodowej w Heidelbergu, zwiedził różne kraje Europy, a w wieku 24 lat wziął udział w wojnie przeciwko Francji, otrzymując stopień generała majora.
Po tym jak w 1818 umożliwiono dziedziczenie synom Karola Fryderyka z drugiego małżeństwa, Leopold von Hochberg uzyskał rangę następcy tronu, a rok później zawarł małżeństwo ze szwedzką księżniczką Sophie Wilhelmine von Holstein-Gottorp, skądinąd prawnuczką swojego ojca z pierwszego małżeństwa. Wraz z żoną i szybko rosnącą rodziną spędzał miesiące letnie w Baden, gdzie w 1824 nabył duży dom poza murami miejskimi zaprojektowany przez Friedricha Weinbrennera. Następca tronu wywarł duży wpływ na przebudowę małego średniowiecznego miasteczka zdrojowego na nowoczesne i odpowiednie do rangi swojej siedziby miasto.
W 1830 został czwartym z kolei wielkim księciem Badenii i dalej rezydował w Baden po tym, jak w 1843 wymienił Nowy Zamek, przyznany księżnej wdowie Stéphanie jako wiano wdowie, lecz przez nią nieużywany, na swój dawny pałac letni. Liczne przebudowy i renowacje zamku umożliwiły rodzinie książęcej wygodne mieszkanie w letniej rezydencji.
Na początku rządów Leopolda, ludność oczekiwała w niedalekiej przyszłości przełomu politycznego, gdyż nowy rząd składał się z postępowych polityków, a na Boże Narodzenie 1831 wydał pionierskie w skali Niemiec prawo prasowe. W kolejnych latach książę atakowany był przez plotki, jakoby jego żona nakazała zamordować Kaspara Hausera, jak również musiał się zmierzyć z rosnącym niezadowoleniem ludności, które znalazło ujście w wybuchu rewolucji badeńskiej w 1848.
13 maja 1849 rodzina wielkoksiążęca zbiegła za granicę do Koblencji. 18 sierpnia 1849 Leopold powrócił do Karlsruhe z wojskami pruskimi pod wodzą księcia pruskiego Wilhelma i zaakceptował przejściową okupację kraju przez władze pruskie, które wydały na rewolucjonistów wiele wyroków śmierci.
Już przed rewolucją książę miał poważne problemy zdrowotne, po powrocie z wygnania nasiliły się one i 21 lutego 1852 abdykował na rzecz syna Ludwika II. Regentem pełniącym rzeczywiste rządy zamiast niepełnosprawnego brata został młodszy syn Leopolda, Fryderyk, od 1856 wielki książę.
W Baden-Baden upamiętniają wielkiego księcia Leopolda centralny plac miasta między domem zdrojowym i łaźniami oraz ulica naprzeciw teatru.

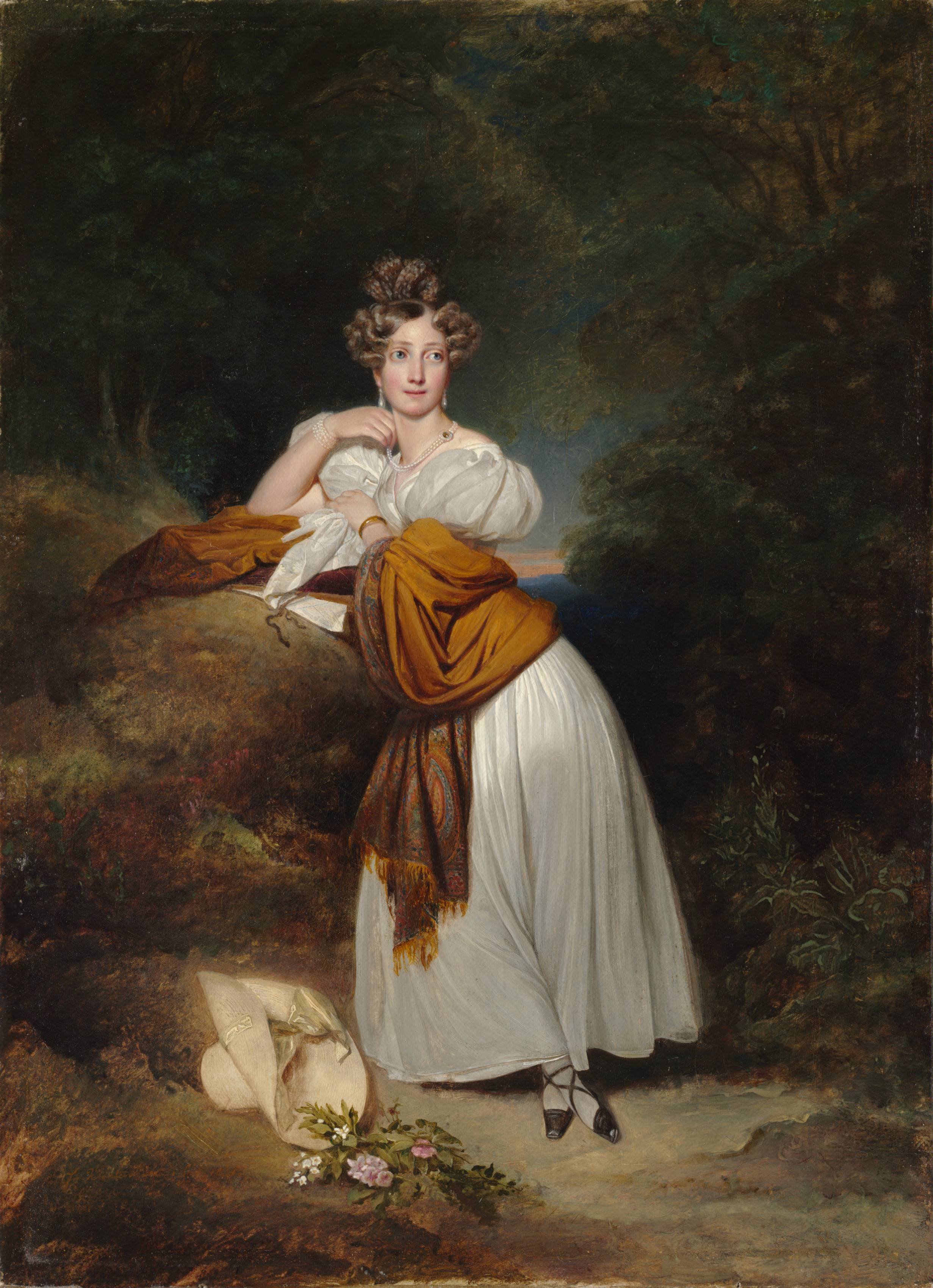
Sophie Wilhelmine von Holstein-Gottorp w 1831 na obrazie Franza Xavera Winterhaltera

## Odznaczenia
- Wielki Mistrz Orderu Wierności (Badenia)
- Wielki Mistrz Orderu Zasługi Wojskowej Karola Fryderyka (Badenia)
- Wielki Mistrz Orderu Lwa Zeryngeńskiego (Badenia)
- Order Świętego Andrzeja Apostoła (1826, Imperium Rosyjskie)
- Krzyż Wielki Orderu Świętego Stefana (1830, Austro-Węgry)[1]
- Krzyż Wielki Orderu Domowego i Zasługi (1839, Oldenburg)
- Wielka Wstęga Orderu Leopolda (1843, Belgia)[2]

## Potomstwo
Leopold ożenił się 25 lipca 1819 z Sophie Wilhelmine von Holstein-Gottorp (ur. 21 maja 1801, zm. 6 lipca 1865), córką króla Szwecji Gustawa IV Adolfa. Z tego małżeństwa miał ośmioro dzieci:
- Alexandrine (ur. 6 grudnia 1820, zm. 20 grudnia 1904), poślubiła 3 maja 1842 księcia Ernesta II Sachsen-Coburg-Gotha (ur. 21 czerwca 1818, zm. 22 sierpnia 1893)
- Ludwik (ur. 26 października 1822, zm. 16 listopada 1822)
- Ludwik II (ur. 15 sierpnia 1824, zm. 22 stycznia 1858)
- Fryderyk I (ur. 9 września 1826, zm. 28 września 1907)
- Wilhelm (ur. 18 grudnia 1829, zm. 27 kwietnia 1897), pruski generał
- Karol (ur. 9 marca 1832, zm. 3 grudnia 1906), poślubił 17 kwietnia 1871 Rosalie von Beust, hrabinę Rheny (ur. 10 czerwca 1845, zm. 15 października 1908), córka hrabiego Wilhelma von Beust
- Maria (ur. 20 listopada 1834, zm. 21 listopada 1899), poślubiła 11 września 1858 księcia Ernesta zu Leiningen (ur. 9 listopada 1830, zm. 3 kwietnia 1904)
- Cecylia Augusta (ur. 20 września 1839, zm. 12 kwietnia 1891), poślubiła 28 sierpnia 1857 wielkiego księcia Michała Romanowa (ur. 25 października 1832, zm. 17 grudnia 1902)